# Andrei Eduardowitsch Tschesnokow
Andrei Eduardowitsch Tschesnokow (russisch Андрей Эдуардович Чесноков, englisch Andrei Eduardovich Chesnokov; wiss. Transliteration Andrej Ėduardovič Česnokov; * 2. Februar 1966 in Moskau) ist ein ehemaliger russischer Tennisspieler.

## Karriere
Tschesnokow begann mit dem professionellen Tennis im Jahr 1985. Seine höchste Weltranglistenposition (Platz 9) erreichte er 1991, in jenem Jahr gewann er auch das zur Tennis Masters Series gehörende Turnier in Montreal. Seinen ersten Sieg bei einem Masters-Turnier konnte er 1990 in Monte Carlo feiern, wo er den damaligen Sandplatzkönig Thomas Muster im Endspiel besiegte.
In den Jahren 1987 bis 1990 holte er weitere fünf Titel bei Turnieren der ATP Tour. Sein größter Erfolg bei einem Grand-Slam-Turnier datiert aus dem Jahr 1989 – bei den French Open stieß Tschesnokow bis ins Halbfinale vor, unterlag dann aber dem späteren Champion Michael Chang.
Tschesnokow trat zudem 1988 für die Sowjetunion und 1992 für die Gemeinschaft Unabhängiger Staaten bei den Olympischen Spielen an.
Im Davis Cup kam er zwischen 1983 und 1997 auf insgesamt 46 Einsätze, von denen er 28 siegreich gestalten konnte.
1999 beendete er seine Karriere.

## Erfolge
| Legende                       |
| Grand Slam                    |
| Tennis Masters Cup            |
| ATP Masters Series (2)        |
| ATP International Series Gold |
| ATP International Series (5)  |
| ATP Challenger Tour (3)       |

| ATP-Titel nach Belag |
| Hartplatz (3)        |
| Sand (4)             |
| Rasen (0)            |

### Einzel

#### Turniersiege

##### World Tour
| Nr. | Datum            | Turnier     | Belag     | Finalgegner           | Ergebnis       |
| --- | ---------------- | ----------- | --------- | --------------------- | -------------- |
| 1.  | 25. Mai 1987     | Florenz     | Sand      | Alessandro De Minicis | 6:1, 6:3       |
| 2.  | 14. März 1988    | Orlando     | Hartplatz | Miloslav Mečíř        | 7:66, 6:1      |
| 3.  | 24. April 1989   | Nizza       | Sand      | Jérôme Potier         | 6:4, 6:4       |
| 4.  | 8. Mai 1989      | München     | Sand      | Martin Střelba        | 5:7, 7:66, 6:2 |
| 5.  | 30. April 1990   | Monte Carlo | Sand      | Thomas Muster         | 7:5, 6:3, 6:3  |
| 6.  | 15. Oktober 1990 | Tel Aviv    | Hartplatz | Amos Mansdorf         | 6:4, 6:3       |
| 7.  | 29. Juli 1991    | Montreal    | Hartplatz | Petr Korda            | 3:6, 6:4, 6:3  |

##### Challenger Tour
| Nr. | Datum             | Turnier   | Belag     | Finalgegner      | Ergebnis      |
| --- | ----------------- | --------- | --------- | ---------------- | ------------- |
| 1.  | 29. Oktober 1995  | Brest     | Hartplatz | Jérôme Golmard   | 6:4, 6:3      |
| 2.  | 8. September 1996 | Prostějov | Sand      | Francisco Clavet | 6:3, 6:0      |
| 3.  | 12. Januar 1997   | Singapur  | Sand      | Johan van Herck  | 3:6, 7:6, 6:2 |

#### Finalteilnahmen
| Nr. | Datum            | Turnier      | Belag         | Finalgegner     | Ergebnis           |
| --- | ---------------- | ------------ | ------------- | --------------- | ------------------ |
| 1.  | 3. Januar 1988   | Wellington   | Hartplatz     | Ramesh Krishnan | 7:6, 0:6, 4:6, 3:6 |
| 2.  | 10. Januar 1988  | Sydney       | Rasen         | John Fitzgerald | 3:6, 4:6           |
| 3.  | 16. Oktober 1988 | Toulouse     | Hartplatz (i) | Jimmy Connors   | 2:6, 0:6           |
| 4.  | 14. Januar 1990  | Auckland     | Hartplatz     | Scott Davis     | 6:4, 3:6, 3:6      |
| 5.  | 20. Mai 1990     | Rom          | Sand          | Thomas Muster   | 1:6, 3:6, 1:6      |
| 6.  | 8. März 1992     | Indian Wells | Hartplatz     | Michael Chang   | 3:6, 4:6, 5:7      |
| 7.  | 9. Mai 1993      | Hamburg      | Sand          | Michael Stich   | 3:6, 7:6, 6:7, 4:6 |
| 8.  | 8. August 1993   | Prag         | Sand          | Sergi Bruguera  | 5:7, 4:6           |

## Abschneiden bei bedeutenden Turnieren

### Einzel
Die Tabelle listet die Ergebnisse der Grand-Slam-Turniere, der ATP Finals, der Olympischen Spiele, des Davis Cups und der Masters-Turniere auf.
| Turnier           | 1998 | 1997 | 1996 | 1995 | 1994 | 1993 | 1992 | 1991 | 1990 | 1989 | 1988 | 1987 | 1986 | 1985 | 1984 | 1983 | Karriere |
| ----------------- | ---- | ---- | ---- | ---- | ---- | ---- | ---- | ---- | ---- | ---- | ---- | ---- | ---- | ---- | ---- | ---- | -------- |
| Australian Open   | —    | 1    | 1    | —    | 2    | 2    | AF   | 1    | 2    | —    | VF   | —    |      | 1    | —    | —    | 1 × VF   |
| French Open       | 1    | —    | 1    | AF   | 1    | 2    | 1    | 3    | AF   | HF   | VF   | 3    | VF   | 3    | —    | —    | 1 × HF   |
| Wimbledon         | —    | —    | 1    | 1    | 1    | 1    | 1    | —    | —    | 1    | 1    | —    | 1    | —    | —    | —    | 8 × 1R   |
| US Open           | —    | —    | 1    | 2    | 2    | 1    | 2    | 2    | 3    | AF   | —    | AF   | AF   | —    | —    | —    | 3 × AF   |
| ATP Finals        | —    | —    | —    | —    | —    | —    | —    | —    | —    | —    | —    | —    | —    | —    | —    | —    | —        |
| Indian Wells      | —    | —    | —    | 1    | 2    | 1    | F    | —    | 1    | AF   | —    | —    | —    | —    | —    | —    | 1 × F    |
| Miami             | —    | —    | —    | —    | 3    | 3    | 2    | —    | 2    | —    | —    | —    | —    | —    |      |      | 2 × 3R   |
| Monte Carlo       | —    | —    | —    | 1    | 2    | 2    | VF   | VF   | S    | —    | —    | —    | —    | —    | —    | —    | 1 × S    |
| Rom               | —    | —    | —    | 2    | AF   | VF   | —    | —    | F    | —    | —    | —    | —    | —    | —    | —    | 1 × F    |
| Hamburg           | —    | —    | —    | 1    | AF   | F    | —    | 1    | —    |      |      |      |      |      |      |      | 1 × F    |
| Kanada            | —    | —    | —    | —    | —    | —    | —    | S    | —    | —    | —    | —    | —    | —    | —    | —    | 1 × S    |
| Cincinnati        | —    | —    | 1    | 1    | —    | —    | —    | —    | 2    | —    | —    | —    | —    | —    | —    | —    | 1 × 2R   |
| Stockholm         |      |      |      |      | AF   | 1    | 2    | —    | AF   |      |      |      |      |      |      |      | 2 × AF   |
| Essen             |      |      |      | —    |      |      |      |      |      |      |      |      |      |      |      |      | —        |
| Stuttgart         | —    | —    | 2    |      |      |      |      |      |      |      |      |      |      |      |      |      | 1 × 2R   |
| Paris             | —    | —    | —    | —    | 1    | 2    | 2    | 1    | 2    | —    | —    | —    | —    |      |      |      | 3 × 2R   |
| Olympische Spiele |      |      | —    |      |      |      | 2    |      |      |      | 1    |      |      |      |      |      | 1 × 2R   |
| Davis Cup         | —    | 1    | 1    | F    | —    | —    | —    | —    | PO   | PO   | —    | —    | 1    | —    | —    | 1    | 1 × F    |

Zeichenerklärung: S = Turniersieg; F, HF, VF, AF = Einzug ins Finale, Halb-, Viertel-, Achtelfinale; 1, 2, 3 = Ausscheiden in der 1., 2., 3. Haupt- / Finalrunde; Q1, Q2, Q3 = Ausscheiden in der 1., 2. 3. Qualifikationsrunde; RR = Round Robin (Gruppenphase); nicht ausgetragen oder andere Kategorie; PO (Playoff), P2 = Auf-/Abstiegsrunde zur Weltgruppe I/II im Davis Cup; W2 = Teilnahme in der Weltgruppe II